# Vickers Vixen

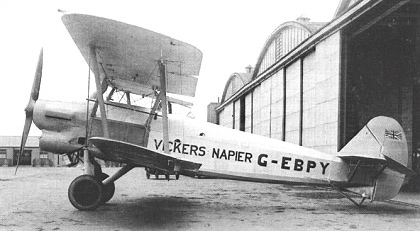
Vickers Vivid.

Le Vickers Vixen était un avion militaire de l'entre-deux-guerres britannique polyvalent des années 1920. Il fut conçu et développé par Vickers en plusieurs variantes, avec 18 Vixen Mark V vendus au Chili. Le prototype d'une version à voilure métallique a été construit sous le nom de Vickers Vivid. Le Vixen constitue également la base du développement des Vickers Venture et Vickers Valparaiso, construits et vendus en petit nombre dans les années 1920.

## Variantes

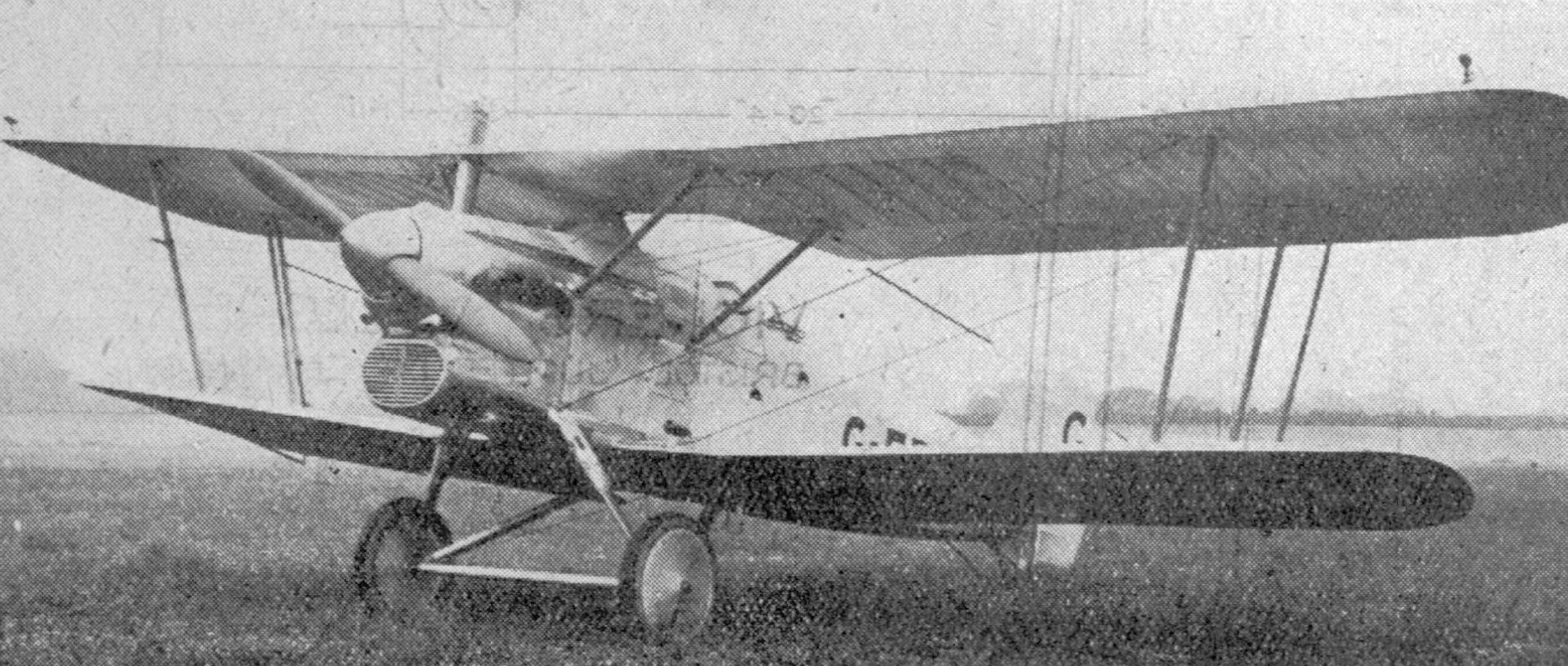
Vickers Vivid (photo publiée en 1929).

Type 71 Vixen I
Type 87 Vixen II
Type 91 Vixen III
Type 105 Vixen IV
Type 106 Vixen III
Type 116 Vixen V
Type 124 Vixen VI
Type 130 Vivid
Type 142 Vivid
Type 148 Vixen III

## Opérateurs
Chili
- Force aérienne chilienne